# Blud

Blud, razvrat ili opscenost (lat. obscenus — odbojan, mrzak) je izraz koji označava nemoralna i često i protivzakonita seksualna razmišljanja ili ponašanja, poput prostitucije, incesta i pedofilije i sl. Koristi se često i za opisivanje kriminalnih radnji u kojima se makar potencijalno dešavaju bar neke vrste nemoralnih i protivzakonitih seksualnih aktivnosti. Često se koristi kao sinonim za nezakonitu pornografiju, ali ne i za nepornografska prikazivanja seksa i seksualnih tema. Bludom se, takođe, nekada u stara vremena smatrao i seksualni odnos osoba koje prethodno nisu stupile u bračnu zajednicu.
U slovenskim jezicima, reč blud ima isti jezički koren reči kao i reč zabluda.

## Literatura
- The Melon Farmers (UK)
- O'Toole, L (1998). Pornocopia: Porn, Sex, Technology and Desire. London: Serpent's Tail. ISBN 978-1-85242-395-7.
- Silver, Judith, of Coollawyer.com, "Movie Day at the Supreme Court or 'I Know It When I See It': A History of the Definition of Obscenity", on FindLaw.com.
- Slater, W. J. (1976). „Review of the Maculate Muse: Obscene Language in Attic Comedy”. Phoenix. 30 (3): 291—293. ISSN 0031-8299. JSTOR 1087300. doi:10.2307/1087300.
- Regina v. Hicklin, 3 Queens Bench 360, 362 (1868).
- United States v. One Book Called Ulysses, 5 F. Supp. 182, 183–185 (S.D.N.Y. 1933) affirmed, United States v. One Book Entitled Ulysses by James Joyce, 72 F.2d 705, 706–707 (2d Cir. 1934)
- American Civil Liberties Union report
- Sex and violence in crime films
- Miller v. California, 413 U.S. 15, 24 (1973)

## Spoljašnje veze
- [http://www4.law.cornell.edu/uscode/18/pIch71.html
- [https://web.archive.org/web/20070823030146/http://www.obscenitycrimes.org/